# Bastarnos

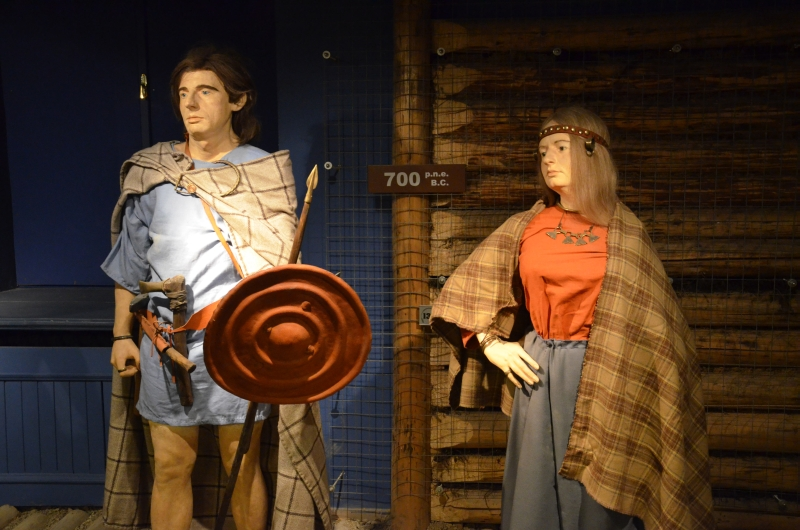
Reconstrucción de las vestimentas de los Bastarnos.

Los bastarnos o bastarnae eran una tribu germánica (de acuerdo con Tácito) o una tribu céltica (según Tito Livio) del primer milenio a. C. Tácito, a pesar de identificarlos explícitamente como tribu germana, comenta que la raza está degradada por su mezcla con los sármatas. Polibio y los autores que se basaron en él, consideran a los bastarnos como gálatas. Los romanos usaron germanos inicialmente como un término geográfico más que como una clasificación étnica, lo que habría llevado a confundir a los bastarnos con germanos. Estrabón afirma desconocer sus orígenes.
La teoría que los considera una tribu germánica, afirma que se encuentran entre las primeras tribus germánicas orientales que emigraron desde Escandinavia, posiblemente en época tan temprana como el siglo VIII a. C. Llegando al Danubio hacia el 200 a. C., tuvieron que ser una de las primeras tribus germánicas en tener contacto con el mundo romano y los eslavos.
En el momento de su aparición en las fuentes, se encuentran asentados en Galicia (Europa Central) y la Bucovina. Aparecieron en el curso inferior del Danubio hacia el 200 a. C. y fueron usados por Filipo V de Macedonia contra sus vecinos los tracios. Tras derrotar a los tracios, los bastarnos volvieron al norte, dejando algunos asentamientos en Peuce (a partir de ahí llamados peucini), una isla en el Danubio.
El grupo principal ocupaba la zona entre los Cárpatos orientales y el Danubio. Como aliados del rey Perseo de Macedonia y de Mitrídates II de Partia, y finalmente por su cuenta, tuvieron relaciones hostiles con Roma. En la época de Augusto, los romanos derrotaron a los bastarnos y firmaron la paz. Sin embargo, la paz fue rota por una serie de incursiones de los bastarnos contra las provincias romanas cercanas. Al cabo de un tiempo, los bastarnos dieron paso a los godos, con lo que parece que se amalgamaron. Se oye por última vez de ellos cuando fueron transferidos a la orilla derecha del Danubio por el emperador Probo.